# Lijst van aggregatietoestanden

Faseovergangen tussen de vier natuurlijke aggregatietoestanden.

Aggregatietoestanden zijn toestanden van materie, die worden onderscheiden door veranderingen in de eigenschappen van deze materie als het gevolg van externe factoren zoals druk en temperatuur. De aggregatietoestanden worden vaak onderscheiden door een discontinuïteit in een van die eigenschappen - bijvoorbeeld, het verhogen van de temperatuur van ijs produceert een discontinuïteit in een temperatuurstijging. De faseovergangen zijn een voorbeeld van deze discontinuïteit.
In het algemeen zijn de vier klassieke aggregatietoestanden van materie: vast, vloeibaar, gas en plasma. Een fluïdum beschrijft materie in de vloeibare, gas en plasma toestand en tot op zekere hoogte plastische vaste stoffen. In de 20e eeuw zijn daar nog een aantal moderne aggregatietoestanden bijgekomen. Deze toestanden worden niet waargenomen onder standaardomstandigheden.

## Fase
Het begrip fase duidt op de verschijningsvorm van een materie met macroscopisch gezien homogene chemische en fysische eigenschappen. Deze eigenschappen hebben het karakter van een statistisch gemiddelde. Bijgevolg is het begrip fase enkel gedefinieerd voor een hoeveelheid materie van voldoende grootte.

## Lage-energietoestanden

### Natuurlijke aggregatietoestanden
- Vast: Vaste materie heeft een bepaalde vorm en volume, dus neemt onder invloed van haar gewicht niet spontaan de vorm van het vat aan. De deeltjes worden heel dicht bij elkaar gehouden, waardoor de dichtheid relatief hoog is.[1]
  - Amorfe vaste stof: Een vaste stof zonder enige regelmaat van atoompakking.
  - Kristallijne vaste stof: Een vaste stof waarin atomen, moleculen of ionen in regelmatige volgorde zijn gestapeld, oftewel materie gerangschikt in een kristalstructuur. De materie is opgebouwd uit kristal of kleine kristallieten.
  - Plastisch kristal[2][3]: Een moleculaire vaste stof met een lange-afstandspositie, maar met samenstellende moleculen die hun rotatievrijheid behouden.
  - Quasikristal: Een vaste stof waarin de atomen in een schijnbaar regelmatige maar in werkelijkheid in een aperiodieke structuur gerangschikt zijn.
- Vloeibaar of vloeistof: Een grotendeels niet-samendrukbare fluïdum. De materie is in staat om zich aan te passen aan de vorm van het vat, maar behoudt een (vrijwel) constant volume, onafhankelijk van de druk.
  - Vloeibaar kristal: Een toestand met eigenschappen die liggen tussen die van vloeistoffen en kristallen. Over het algemeen in staat om als een vloeistof te stromen, maar met een lange-afstandsorde.
- Gas: Een samendrukbare fluïdum en die van vorm verandert. Het zal spontaan uitzetten en daarmee het volume van het vat opvullen.
- Plasma: Een fase verstaan de deeltjes van een gasvormige stof enigszins geïoniseerd zijn.

### Moderne aggregatietoestanden
- Superkritische fase: Bij voldoende hoge temperaturen en druk verdwijnt het onderscheid tussen vloeistof en gas.
- Ontaarde materie: Materie die zodanig door de zwaartekracht wordt samengeperst dat de tegendruk van de materiedeeltjes, die wordt veroorzaakt door het uitsluitingsprincipe van Pauli, dominant wordt in de totale druk. Dit principe houdt in dat geen twee fermionen van hetzelfde type (twee elektronen, twee protonen, twee neutronen) dezelfde kwantumtoestand mogen bezetten. 
  - Door elektronen ontaarde materie: Gevonden in witte dwergsterren.
  - Door neutronen ontaarde materie: Gevonden in neutronensterren.
  - Vreemde materie: Een soort quarkmaterie die kan bestaan in sommige neutronensterren. Het kan stabiel zijn bij lagere energietoestanden, als het eenmaal gevormd is.
  - Kwantum-spin-hall-toestand: Een theoretische fase die baanbrekend zal zijn in de ontwikkeling van elektronische apparaten die minder energie dissiperen en minder warmte genereren. Dit is een afleiding van de kwantum-Hall-toestand van materie.
- Bose-einsteincondensaat (BEC): Een fase waarin een groot aantal bosonen allemaal dezelfde kwantumtoestand hebben en in feite één enkel golf of deeltje worden. Dit is een laag-energetische fase die slechts voorkomt bij temperaturen nabij het absolute nulpunt. Satyendra Nath Bose en Albert Einstein voorspelden het bestaan van een dergelijke staat in de jaren '20 van de vorige eeuw, maar het werd pas in 1995 waargenomen door de Amerikaanse natuurkundigen Eric Cornell en Carl Wieman.
- Fermionische condensaat[4]: Een fase vergelijkbaar met het bose-einsteincondensaat, maar samengesteld uit fermionen, ook bekend als Fermi-Dirac-condensaat.
- Supergeleiding: Supergeleiding is de grondtoestand van veel elementaire metalen. Het is het verschijnsel dat sommige materie beneden een bepaalde (meestal zeer lage) temperatuur geen elektrische weerstand hebben. Het is een verschijnsel is op 8 april 1911 in Leiden ontdekt door Heike Kamerlingh Onnes[5][6][7] bij zijn baanbrekende werk op het gebied van de extreem lage temperaturen.
- Superfluïditeit: Een toestand die kan worden bereikt door enkele cryogene vloeistoffen bij extreme temperaturen, waarbij ze wrijvingsloos kunnen stromen. Oftewel vloeien zonder viscositeit.[1]
- Suprasolide[8]: Vergelijkbaar met een superfluïde, kan een suprasolide bewegen zonder wrijving, maar heeft het een kristalstructuur.
- Kwantumspin vloeistof: Een toestand zonder regelmaat in een systeem van op elkaar inwerkende kwantumspins, die de wanorde behoudt tot zeer lage temperaturen.
- String-net vloeistof: Atomen in deze toestand hebben schijnbaar onstabiele rangschikkingen, zoals een vloeistof, maar zijn nog steeds consistent in het algemene patroon, zoals een vaste stof.
- Tijdkristal[9]: Een toestand waarin een deeltje zelfs in de laagste energietoestand kan bewegen zonder energieverlies.
- Rydberg polaron: Een aggregatietoestand die alleen kan bestaan bij extreem lage temperaturen en het bestaat uit atomen in atomen.

- Zwart superionisch ijs: Een aggregatietoestand die onder zeer hoge druk kan bestaan terwijl deze wordt geëxciteerd door superlasers.

## Hoge energietoestanden
- Quark-gluonplasma (QGP): Een (vermoedelijke) fase van materie die ontstaat bij extreem hoge temperaturen en dichtheid. Men vermoedt dat deze voorkwam in de eerste 20 tot 30 microseconden na de oerknal.
- Tot 10−35 seconden na de oerknal was de energiedichtheid van het universum zo hoog dat men denkt dat de vier natuurkrachten - sterke kernkracht, zwakke kernkracht, elektromagnetische kracht en zwaartekracht - verenigd zijn in één enkele kracht. De toestand van de materie in deze tijd is onbekend. Naarmate het universum uitdijde, daalden de temperatuur en de dichtheid, waardoor de zwaartekracht zich scheidde, een proces dat symmetriebreking wordt genoemd.
- De meeste wetenschappers zijn het er over eens dat tot 10-12 seconden na de oerknal de sterke kernkracht, zwakke kernkracht en elektromagnetische kracht verenigd waren, terwijl de zwaartekracht dat niet was. De toestand van de materie in deze tijd is onbekend.